# 通政官
通政官（希臘語：ὁ ἐπὶ τῶν δεήσεων）是拜占庭帝国的一个行政官衔，负责检阅、整理向皇帝上呈的请愿书。它是古罗马官职Magister Memoriae的继承者。在皇帝于君士坦丁堡附近海域出巡时，通政官必须陪同。在地方省份，下设有通政官的附属官员。根据乔治斯·科迪诺斯的记载，该官职位于第44品阶。在皇帝骑乘马匹时，可向皇帝报告民间的请愿。历史记载中，安娜·科穆宁娜的孙子尼基弗鲁斯·科穆宁曾担任过该官职。